# Hyalesthes lacotei
Hyalesthes lacotei är en insektsart som först beskrevs av Dlabola 1970.  Hyalesthes lacotei ingår i släktet Hyalesthes och familjen kilstritar.
Artens utbredningsområde är Frankrike. Inga underarter finns listade i Catalogue of Life.